# 程雲
程云，字天翼，山東莱芜人。清朝政治人物，同進士出身。
順治六年（1649年），登進士，改庶吉士，授孝感縣知縣，有《松壶集》。